# Kanton Bouillante
Kanton Bouillante was een kanton van het Franse departement Guadeloupe. Kanton Bouillante maakte deel uit van het arrondissement Basse-Terre en telde 7 336 inwoners (1999).
In 2015 werden het kanton ongeheven, en verdeeld onder kanton Sainte-Rose-1 en Vieux-Habitants.
Het kanton omvatte uitsluitend de gemeente Bouillante (7 336 inwoners).